# Stop! Stop! Stop! (альбом)
Stop! Stop! Stop! — первый англоязычный альбом украинской группы «ВИА Гра», издаваемой за рубежом под названием Nu Virgos. Первый релиз альбома состоялся в Японии 18 сентября 2003 года. Продюсерами альбома выступили Андрей Сумин и Алексей Крузин. Продюсеры группы, Константин Меладзе и Дмитрий Костюк, указаны в кредитах альбома как «создатели концепции группы».

## История выхода альбома
Успех альбома «Стоп! Снято!» в странах СНГ и Израиле привёл Sony Music к решению вывести группу «ВИА Гра» на мировой рынок, и в 2003 году началась запись дебютного англоязычного альбома группы.
18 сентября 2003 года состоялся релиз дебютного англоязычного альбома группы VIA Gra Stop! Stop! Stop! в Японии. Альбом, который был записан в Лондоне, выдержан в стиле европоп. Название альбома было дано по заглавной песне альбома «Stop! Stop! Stop!». Автор музыки всех песен — Константин Меладзе, автор слов (за исключением японоязычной «愛の罠 (Ai No Wana)») — Алексей Крузин. Спустя три дня после начала продаж альбом был распродан в Японии тиражом более 30 000 экземпляров. 3 октября 2003 года Анна, Вера и Надя дали концерт-презентацию альбома Stop! Stop! Stop! в токийском клубе Velfarre. Это событие было запечатлено пятнадцатью камерами основных телеканалов Японии. Sony Music запустила крупную промокампанию в 14 странах Юго-Восточной Азии в поддержку альбома, и вскоре он получил «золотую» сертификацию на Тайване и в Гонконге, а также «платиновую» — в Таиланде.
Успех группы в чартах Японии привёл к угрозе судебного иска от производителей медицинского препарата виагра, и руководство Sony Music дало указание изъять оставшийся тираж альбома Stop! Stop! Stop! из продажи. Группа взяла псевдоним Nu Virgos (в переводе — «Обнажённые девы»). Как и в случае с оригинальным названием, здесь присутствует игра слов — «nu» («обнажённые») созвучно слову «new» («новые»).
В марте 2004 года состоялся релиз сингла «Stop! Stop! Stop!» и одноимённого альбома в Скандинавии. В норвежских национальных чартах продаж сингл добрался до 11-й строчки, альбом — до 20-й. В Финляндии альбом занял 6-е, а сингл — 3-е место в официальном чарте продаж, продержавшись в верхней десятке шесть недель. В целом в Europe Official Top 100 сингл занял 32-е место, а в Web Top 100 — 5-е. Общие продажи альбома Stop! Stop! Stop! составили более 2 000 000 копий.

## Оригинальные версии песен
Англоязычные песни с альбома, а также японоязычная «愛の罠 (Ai No Wana)», имеют свои оригинальные русскоязычные версии:
Версия с альбома Stop! Stop! Stop! → оригинальная версия
- «Stop! Stop! Stop!» → «Стоп! Стоп! Стоп!» (альбом «Стоп! Снято!»)
- «Good Morning, Daddy!» → «Good morning, папа!» (альбом «Стоп! Снято!»)
- «Till The Morning Light» → «Вот таки дела» (на физическом носителе русскоязычная версия вышла раньше именно на англоязычном альбоме Stop! Stop! Stop!)
- «Hold Me Closer» → «Обними меня» (альбом «Попытка № 5»)
- «Let Me Introduce My Mama» → «Познакомься с моей мамой» (альбом «Попытка № 5»)
- «Kill My Girlfriend» → «Убей мою подругу» (альбом «Стоп! Снято!»)
- «愛の罠 (Ai No Wana)» → «Убей мою подругу» (альбом «Стоп! Снято!»)
- «Don’t Ever Leave Me Love» → «Не оставляй меня, любимый!» (альбом «Стоп! Снято!»)
- «Where I’m Gonna Find My Love» → «Что же я наделала?» (альбом «Попытка № 5»)
- «Thank You For The Summer» → «Спасибо за лето» (альбом «Попытка № 5»)
- «Every Day» → «Каждый день» (альбом «Попытка № 5»)
- «If You Could Just Let Me Go» → «Отпустил бы ты меня» (альбом «Попытка № 5») (песня вышла би-сайдом на макси-сингле «Stop! Stop! Stop!» в 2004 году)

## Список композиций
| №   | Название                                                                                                  | Автор(ы)                                             | Продюсер(ы)                                      | Длительность |
| --- | --- | ---------------------------------------------------- | ------------------------------------------------ | ------------ |
| 1.  | «Stop! Stop! Stop!»                                                                                       | Алексей Крузин, Константин Меладзе, Игорь Рудый      | Алексей Крузин, Андрей Сумин                     | 3:47         |
| 2.  | «Till The Morning Light»                                                                                  | Алексей Крузин, Константин Меладзе, Юрий Шепета      | Алексей Крузин, Андрей Сумин                     | 3:35         |
| 3.  | «Hold Me Closer»                                                                                          | Алексей Крузин, Константин Меладзе, Юрий Шепета      | Алексей Крузин, Андрей Сумин                     | 3:47         |
| 4.  | «Kill My Girlfriend»                                                                                      | Алексей Крузин, Константин Меладзе                   | Алексей Крузин, Андрей Сумин                     | 3:39         |
| 5.  | «Don't Ever Leave Me Love»                                                                                | Алексей Крузин, Юрий Шепета, Константин Меладзе      | Алексей Крузин, Андрей Сумин                     | 3:31         |
| 6.  | «Where I'm Gonna Find My Love»                                                                            | Алексей Крузин, Константин Меладзе                   | Алексей Крузин, Андрей Сумин                     | 3:30         |
| 7.  | «Good Morning, Daddy!»                                                                                    | Алексей Крузин, Константин Меладзе, Стефан Василишин | Алексей Крузин, Андрей Сумин                     | 3:33         |
| 8.  | «Thank You For The Summer»                                                                                | Алексей Крузин, Юрий Шепета, Константин Меладзе      | Алексей Крузин, Андрей Сумин                     | 3:10         |
| 9.  | «Стоп! Стоп! Стоп!»                                                                                       | Константин Меладзе                                   | Алексей Крузин, Андрей Сумин, Константин Меладзе | 3:41         |
| 10. | «Вот таки дела»                                                                                           | Константин Меладзе, Юрий Шепета                      | Алексей Крузин, Андрей Сумин, Константин Меладзе | 3:35         |
| 11. | «Не оставляй меня, любимый!»                                                                              | Константин Меладзе, Юрий Шепета                      | Алексей Крузин, Андрей Сумин, Константин Меладзе | 3:31         |
| 12. | «Убей мою подругу»                                                                                        | Константин Меладзе                                   | Алексей Крузин, Андрей Сумин, Константин Меладзе | 3:43         |
| 13. | «Good morning, папа!»                                                                                     | Константин Меладзе                                   | Алексей Крузин, Андрей Сумин, Константин Меладзе | 3:35         |
| 14. | «愛の罠» (читается как «Ai No Wana», японоязычная версия песни «Убей мою подругу», бонус-трек для Японии) | Jun Shiobuki, Константин Меладзе                     | Алексей Крузин, Андрей Сумин                     | 3:40         |
| 15. | «Hold Me Closer (remix)» (бонус-трек для Японии)                                                          | Алексей Крузин, Владимир Бебешко, Константин Меладзе | Алексей Крузин, Андрей Сумин                     | 3:41         |

| №  | Название                     | Режиссёр    | Длительность |
| -- | ---------------------------- | ----------- | ------------ |
| 1. | «Stop! Stop! Stop!»          | Семён Горов |              |
| 2. | «Не оставляй меня, любимый!» | Семён Горов |              |

| №   | Название | Автор(ы)                                             | Продюсер(ы)                  | Длительность |
| --- | --- | ---------------------------------------------------- | ---------------------------- | ------------ |
| 1.  | «Stop! Stop! Stop!»                                                                                                | Алексей Крузин, Константин Меладзе, Игорь Рудый      | Алексей Крузин, Андрей Сумин | 3:47         |
| 2.  | «Till The Morning Light»                                                                                           | Алексей Крузин, Константин Меладзе, Юрий Шепета      | Алексей Крузин, Андрей Сумин | 3:35         |
| 3.  | «Hold Me Closer»                                                                                                   | Алексей Крузин, Константин Меладзе                   | Алексей Крузин, Андрей Сумин | 3:47         |
| 4.  | «Good Morning, Daddy!»                                                                                             | Алексей Крузин, Константин Меладзе, Стефан Василишин | Алексей Крузин, Андрей Сумин | 3:33         |
| 5.  | «Let Me Introduce My Mama»                                                                                         | Алексей Крузин, Константин Меладзе                   | Алексей Крузин, Андрей Сумин | 4:05         |
| 6.  | «Kill My Girlfriend»                                                                                               | Алексей Крузин, Константин Меладзе                   | Алексей Крузин, Андрей Сумин | 3:39         |
| 7.  | «Don't Ever Leave Me Love»                                                                                         | Алексей Крузин, Юрий Шепета, Константин Меладзе      | Алексей Крузин, Андрей Сумин | 3:31         |
| 8.  | «Where I'm Gonna Find My Love»                                                                                     | Алексей Крузин, Константин Меладзе                   | Алексей Крузин, Андрей Сумин | 3:30         |
| 9.  | «Thank You For The Summer»                                                                                         | Алексей Крузин, Юрий Шепета, Константин Меладзе      | Алексей Крузин, Андрей Сумин | 3:23         |
| 10. | «Every Day» | Алексей Крузин, Константин Меладзе                   | Алексей Крузин, Андрей Сумин | 3:01         |
| 11. | «Stop! Stop! Stop! (Upbeat Version)» (бонус-трек в европейских изданиях, Японии и Таиланде)                        | Алексей Крузин, Владимир Бебешко, Константин Меладзе | Алексей Крузин, Андрей Сумин | 3:47         |
| 12. | «愛の罠» (читается как «Ai No Wana», японоязычная версия песни «Убей мою подругу», бонус-трек в азиатских странах) | Jun Shiobuki, Константин Меладзе                     | Алексей Крузин, Андрей Сумин | 3:40         |

| №  | Название                      | Режиссёр          | Длительность |
| -- | ----------------------------- | ----------------- | ------------ |
| 1. | «Стоп! Стоп! Стоп!»           | Семён Горов       |              |
| 2. | «Не оставляй меня, любимый!»  | Семён Горов       |              |
| 3. | «Вот таки дела»               | Владимир Пасичник |              |
| 4. | «Океан и три реки»            | Семён Горов       |              |
| 5. | «Бомба»                       | Игорь Иванов      |              |
| 6. | «Попытка №5»                  | Макс Паперник     |              |
| 7. | «Stop! Stop! Stop! (Karaoke)» | Семён Горов       |              |

| №  | Название | Режиссёр          | Длительность |
| -- | --- | ----------------- | ------------ |
| 1. | «Stop! Stop! Stop!» | Семён Горов       |              |
| 2. | «Don't Ever Leave Me Love (Photo Shoot)» | Владимир Пасичник |              |
| 3. | «Вот таки дела» | Владимир Пасичник |              |
| 4. | «Kill My Girlfriend (Japanese Promo Tour)» (видеоряд ролика аналогичен «“ВИА Гра в Японии” (“愛の罠/Убей мою подругу”)» с альбома «Биология») | Владимир Пасичник |              |

## Над альбомом работали
Музыканты
- Анна Седокова, Надежда Грановская, Вера Брежнева — вокал, бэк-вокал
- Наталья Гура — бэк-вокал
- Анна Карэ — бэк-вокал
- Гвен Гатри — бэк-вокал
- Стефан Василишин — гитара
- Геннадий Крупник — бэк-вокал
- Константин Меладзе — бэк-вокал
- Игорь Рудый — саксофон
- Иван «Грозный» — скрипка
- Юрий Шепета — аранжировки
- Владимир Бебешко — аранжировки
- Михаил Некрасов — аранжировки

Выпуск
- Исполнительный продюсер: Андрей Сумин
- Сопродюсер: Алексей Крузин
- Саунд-продюсер: Константин Меладзе
- Звукооператор: Владимир Критович
- Звукорежиссёр: Владимир Бебешко
- Сведение: Олег Чечик
- Мастеринг: Сергей Ребрик

Оформление
- Дизайн: Владимир Пасичник, Юрий Задимидько
- Фотографы: Тарас Маляревич, Владимир Пасичник, Дмитрий Перетрутов, Алексей Народицкий, Игорь Верещагин
- Концепт обложки: Jam Suzuki

## Чарты
| Страна    | Максимальная позиция | Сертификация |
| --------- | -------------------- | ------------ |
| Норвегия  | 20                   | —            |
| Финляндия | 6                    | —            |
| Индонезия | 5                    | —            |
| Япония    | 4                    | —            |
| Тайвань   | 1                    | золотой      |
| Гонконг   | 1                    | золотой      |
| Таиланд   | 1                    | платиновый   |

## Прочее

### Nu Virgos: MV Collection
VCD-сборник видеоклипов группы, выпущенный в апреле 2004 года в Юго-Восточной Азии. Выпуск был осуществлен в рамках промоушена альбома Stop! Stop! Stop!, который также рекламируется на оборотной стороне буклета.
| №   | Название                                          | Длительность |
| --- | ------------------------------------------------- | ------------ |
| 1.  | «Stop! Stop! Stop!»                               | 3:51         |
| 2.  | «Stop! Stop! Stop! (Karaoke)»                     | 3:51         |
| 3.  | «Стоп! Стоп! Стоп!»                               | 3:51         |
| 4.  | «Не оставляй меня, любимый!»                      | 3:32         |
| 5.  | «Don’t ever leave me, love!»                      | 3:43         |
| 6.  | «Good morning, папа!»                             | 3:51         |
| 7.  | «Убей мою подругу»                                | 4:02         |
| 8.  | «Вот таки дела»                                   | 3:35         |
| 9.  | «Обними меня»                                     | 3:54         |
| 10. | «Океан и три реки (совместно с Валерием Меладзе)» | 3:54         |
| 11. | «Попытка № 5»                                     | 3:25         |
| 12. | «Я не вернусь»                                    | 3:35         |
| 13. | «Бомба»                                           | 3:25         |

#### Над диском работали
Музыканты
- Анна Седокова, Алена Винницкая, Надежда Грановская, Вера Брежнева, Валерий Меладзе — вокал
- Наталья Гура, Анна Карэ, Геннадий Крупник, Константин Меладзе — бэк-вокал
- Стефан Василишин — гитара
- Игорь Рудый — саксофон

Режиссёры
- Макс Папареник (11, 12) Игорь Иванов (13), Семён Горов (1—4, 6, 7, 9, 10), Владимир Пасичник (5,8)

Выпуск
- Исполнительный продюсер: Андрей Сумин
- Сопродюсер: Алексей Крузин
- Саунд-продюсер: Константин Меладзе
- Сведение: Константин Меладзе, Владимир Бебешко
- Звукооператоры: Владимир Критович, Сергей Ребрик
- Продакт-менеджер: Юлия Секарева

Дизайн
- Дизайн: Владимир Пасичник, Юрий Задимидько
- Фотограф: Дмитрий Перетрутов